# Carlo III. Gonzaga

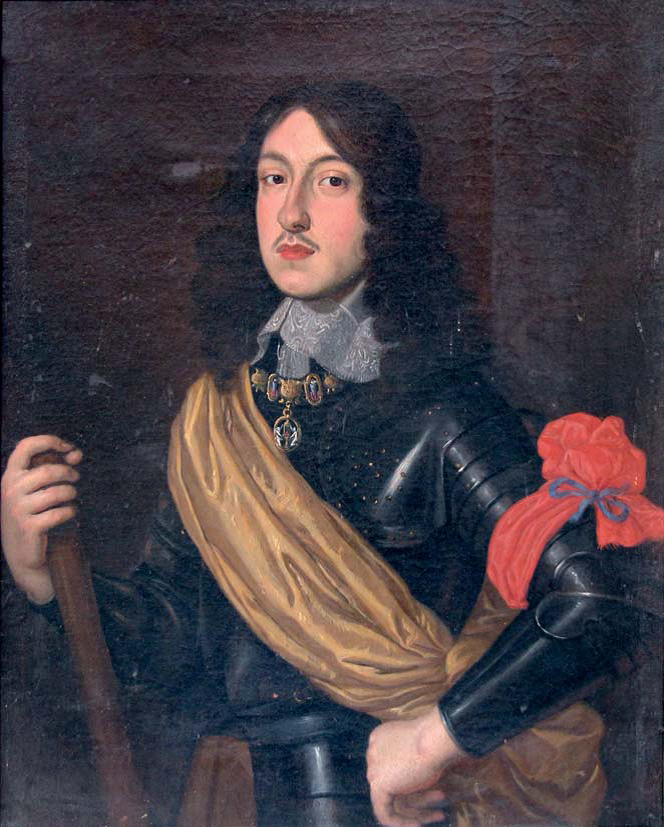
Porträt Carlos III

Carlo III. Gonzaga (* 31. Oktober 1629 in Mantua; † 14. August 1665 ebenda) war der Sohn des Herzogs Carlo II. Gonzaga von Rethel, Erbherzog von Nevers, Mantua und Montferrat. Er folgte seinem Großvater Carlo I. Gonzaga 1637 in den genannten Herrschaften und ist daher als Herzog von Mantua Carlo II.
Die französischen Herzogtümer Nevers und Rethel verkaufte Carlo III. im Jahr 1659 an den Kardinal Jules Mazarin, den tatsächlichen Regenten Frankreichs.
Carlo III. heiratete am 7. November 1649 Isabella Clara von Österreich (* 12. August 1629; † 24. Februar 1685), Tochter des Erzherzogs Leopold V. Das Paar hatte nur ein Kind, den Thronfolger Ferdinando Carlo (1652–1708).